# Chrysobothris montrouzieri
Chrysobothris montrouzieri es una especie de escarabajo del género Chrysobothris, familia Buprestidae. Fue descrita científicamente por Kerremans en 1892.